# Liste der denkmalgeschützten Objekte in Markt Sankt Martin
Die Liste der denkmalgeschützten Objekte in Markt Sankt Martin enthält die 19 denkmalgeschützten, unbeweglichen Objekte der burgenländischen Gemeinde Markt Sankt Martin im Bezirk Oberpullendorf.

## Denkmäler
| Foto |                 | Denkmal                                                                                   | Standort                                              | Beschreibung | Metadaten |
| ---- | --------------- | ----------------------------------------------------------------------------------------- | ----------------------------------------------------- | --- | --- |
| ja   | Datei hochladen | Ruine des Kamaldulenserklosters HERIS-ID: 82551 Objekt-ID: 96382seit 2012                 | Klosterberg Standort KG: Landsee                      | Das Kamaldulenserkloster wurde von der Fürstin Eva Esterházy-Tököly (Gattin von Paul I. Esterházy de Galantha) 1701 gestiftet und bereits 1782 im Zuge der Josephinischen Reformen wieder aufgelöst. | BDA-Hist.: Q23541718 Status: Bescheid Stand der BDA-Liste: 2025-06-30 Name: Ruine des Kamaldulenserklosters GstNr.: 1793                                                           |
| ja   | Datei hochladen | Figurenbildstock hl. Johannes Nepomuk HERIS-ID: 57217 Objekt-ID: 67063                    | Standort KG: Landsee                                  | Eine Steinfigur aus der Mitte des 18. Jahrhunderts mit einem Brückensturzrelief. | BDA-Hist.: Q38075264 Status: § 2a Stand der BDA-Liste: 2025-06-30 Name: Figurenbildstock hl. Johannes Nepomuk GstNr.: 51/3                                                         |
| ja   | Datei hochladen | Kath. Pfarrkirche hl. Michael HERIS-ID: 47202 Objekt-ID: 49904                            | Landsee 77 Standort KG: Landsee                       | Ein klassizistischer Sakralbau mit neoromanischen Ergänzungen. Die Kirche wurde im Jahr 1800 errichtet, ist 1897 abgebrannt und wurde 1909 umgebaut.                                                 | BDA-Hist.: Q23541720 Status: § 2a Stand der BDA-Liste: 2025-06-30 Name: Kath. Pfarrkirche hl. Michael GstNr.: 50                                                                   |
| ja   | Datei hochladen | Heimatmuseum, Mida Huber-Haus HERIS-ID: 57219 Objekt-ID: 67065                            | Landsee 109 Standort KG: Landsee                      | Ehemaliges Wohnhaus und Arbeitsraum der Mundartdichterin und Künstlerin Mida Huber und das aktuell (2012) als Museum fungiert.                                                                       | BDA-Hist.: Q38075280 Status: § 2a Stand der BDA-Liste: 2025-06-30 Name: Heimatmuseum, Mida Huber-Haus GstNr.: 194/2                                                                |
| ja   | Datei hochladen | Burgruine Landsee HERIS-ID: 33125 Objekt-ID: 30424                                        | Landsee 176 Standort KG: Landsee                      | Die Kernsubstanz der Burg Landsee stammt aus dem 12. Jahrhundert, im 16. und 17. erfolgte ein Ausbau. Die Burg ist seit 1772 dem Verfall preisgegeben.                                               | BDA-Hist.: Q389883 Status: Bescheid Stand der BDA-Liste: 2025-06-30 Name: Burgruine Landsee GstNr.: 287 Burgruine Landsee                                                          |
| ja   | Datei hochladen | Kath. Filialkirche hl. Matthäus HERIS-ID: 112070 Objekt-ID: 130121seit 2014               | gegenüber Landsee - Blumau 259 Standort KG: Landsee   | | BDA-Hist.: Q37828391 Status: Bescheid Stand der BDA-Liste: 2025-06-30 Name: Kath. Filialkirche hl. Matthäus GstNr.: 1400                                                           |
| ja   | Datei hochladen | Figurenbildstock hl. Maria HERIS-ID: 57218 Objekt-ID: 67064                               | Güterweg Landsee–Blumau Standort KG: Landsee          | Ein Figurenbildstock aus der 1. Hälfte des 19. Jahrhunderts. | BDA-Hist.: Q38075272 Status: § 2a Stand der BDA-Liste: 2025-06-30 Name: Figurenbildstock hl. Maria GstNr.: 1072                                                                    |
| ja   | Datei hochladen | Kath. Filialkirche „Zum gegeißelten Heiland“ HERIS-ID: 47247 Objekt-ID: 49990             | Neudorf 104 Standort KG: Neudorf bei Landsee          | Eine einfache Saalkirche, die 1818 errichtet und 1948 renoviert wurde. Der angebaute Westturm hat als Dach einen steinernen Pyramidenhelm.                                                           | BDA-Hist.: Q38026109 Status: § 2a Stand der BDA-Liste: 2025-06-30 Name: Kath. Filialkirche „Zum gegeißelten Heiland“ GstNr.: 107 Filialkirche Neudorf bei Landsee                  |
| ja   | Datei hochladen | Aufnahmsgebäude Markt St. Martin HERIS-ID: 33139 Objekt-ID: 30452                         | Bahngasse 35 Standort KG: St. Martin                  | Aufnahmsgebäude des Bahnhofs der Burgenlandbahn, um 1908 errichtet. | BDA-Hist.: Q37950405 Status: Bescheid Stand der BDA-Liste: 2025-06-30 Name: Aufnahmsgebäude Markt St. Martin GstNr.: 3085 Aufnahmsgebäude Bahnhof Markt St. Martin                 |
| BW   | Datei hochladen | Figurenbildstock mit Pietà, Brücklkreuz HERIS-ID: 72879seit 2021                          | südöstlich von Fabriksgasse 7 Standort KG: St. Martin | | BDA-Hist.: Q107559356 Status: Bescheid Stand der BDA-Liste: 2025-06-30 Name: Figurenbildstock mit Pietà, Brücklkreuz GstNr.: 4739                                                  |
| ja   | Datei hochladen | Brunnen HERIS-ID: 72880 Objekt-ID: 86157                                                  | gegenüber Hauptstraße 41 Standort KG: St. Martin      | Vom Bildhauer Rudolf Kedl 1960 auf dem Anger errichtet. | BDA-Hist.: Q38131524 Status: § 2a Stand der BDA-Liste: 2025-06-30 Name: Brunnen GstNr.: 121/1                                                                                      |
| ja   | Datei hochladen | Figurenbildstock hl. Maria mit Kind / Haidlingerkreuz HERIS-ID: 72847seit 2021            | südlich Industriegelände 6 Standort KG: St. Martin    | Die sogenannte Frau'n-Säule steht in der Ried Harling und wird daher auch Harlingkreuz genannt. Sie wurde 1742 errichtet.                                                                            | BDA-Hist.: Q107559401 Status: Bescheid Stand der BDA-Liste: 2025-06-30 Name: Figurenbildstock hl. Maria mit Kind/ Haidlingerkreuz GstNr.: 5282 Harlingkreuz, Markt Sankt Martin    |
| ja   | Datei hochladen | Kath. Pfarrkirche hl. Martin, Kirchmauer, ehem. Friedhof HERIS-ID: 47227 Objekt-ID: 49948 | Kirchenplatz 1 Standort KG: St. Martin                | Ein Sakralbau aus dem Ende des 18. Jahrhunderts, der 1872 umgebaut wurde. Die Einrichtung stammt aus dem Ende des 19. Jahrhunderts. Der Turm wurde laut Inschrift 1906 errichtet.                    | BDA-Hist.: Q20642931 Status: § 2a Stand der BDA-Liste: 2025-06-30 Name: Kath. Pfarrkirche hl. Martin, Kirchmauer, ehem. Friedhof GstNr.: 265/1, 265/2 Pfarrkirche Markt St. Martin |
| ja   | Datei hochladen | Pfarrhof HERIS-ID: 47229 Objekt-ID: 49950                                                 | Kirchenplatz 20 Standort KG: St. Martin               | Ein eingeschoßiger Bau aus dem 18. Jahrhundert. Die Nischenfiguren stellen die hl. Maria und den hl. Joseph dar.                                                                                     | BDA-Hist.: Q38026050 Status: § 2a Stand der BDA-Liste: 2025-06-30 Name: Pfarrhof GstNr.: 5                                                                                         |
| ja   | Datei hochladen | Steinfigur Nymphe HERIS-ID: 72882 Objekt-ID: 86159                                        | vor Neugasse 34 Standort KG: St. Martin               | Steinfigur in Form einer Meerjungfrau mit Delphin aus dem 18. Jahrhundert. Ursprünglich im Schloss Kobersdorf aufgestellt.                                                                           | BDA-Hist.: Q38131533 Status: § 2a Stand der BDA-Liste: 2025-06-30 Name: Steinfigur Nymphe GstNr.: 393/2                                                                            |
| ja   | Datei hochladen | Kapelle hl. Oswald HERIS-ID: 57216 Objekt-ID: 67062                                       | bei Neugasse 50 Standort KG: St. Martin               | Ein kleiner barocker Bau aus der 2. Hälfte des 18. Jahrhunderts. | BDA-Hist.: Q38075255 Status: § 2a Stand der BDA-Liste: 2025-06-30 Name: Kapelle hl. Oswald GstNr.: 393/2                                                                           |
| ja   | Datei hochladen | ehemaliger Schüttkasten HERIS-ID: 33140 Objekt-ID: 30453                                  | Rosengasse 6 Standort KG: St. Martin                  | Ehemaliger Schüttkasten. | BDA-Hist.: Q37950415 Status: Bescheid Stand der BDA-Liste: 2025-06-30 Name: Schüttkasten (herrschaftlich) GstNr.: 284                                                              |
| ja   | Datei hochladen | Mariensäule, Maria Immaculata HERIS-ID: 72874 Objekt-ID: 86151                            | Standort KG: St. Martin                               | Die Immaculatasäule wurde lt. Inschrift 1719 errichtet. | BDA-Hist.: Q38131507 Status: § 2a Stand der BDA-Liste: 2025-06-30 Name: Mariensäule, Maria Immaculata GstNr.: 264                                                                  |
| ja   | Datei hochladen | Kalvarienberg/Kreuzweg HERIS-ID: 72878 Objekt-ID: 86155                                   | Standort KG: St. Martin                               | 1837 auf einem künstlichen Hügel innerhalb der Friedhofsmauer errichtet. Die Kreuzwegstationen an der Friedhofsmauer entstanden 1906.                                                                | BDA-Hist.: Q38131514 Status: § 2a Stand der BDA-Liste: 2025-06-30 Name: Kalvarienberg/Kreuzweg GstNr.: 265/2                                                                       |